# Várzea (Barcelos)
Várzea is een plaats (freguesia) in de Portugese gemeente Barcelos en telt 1 648 inwoners (2001).

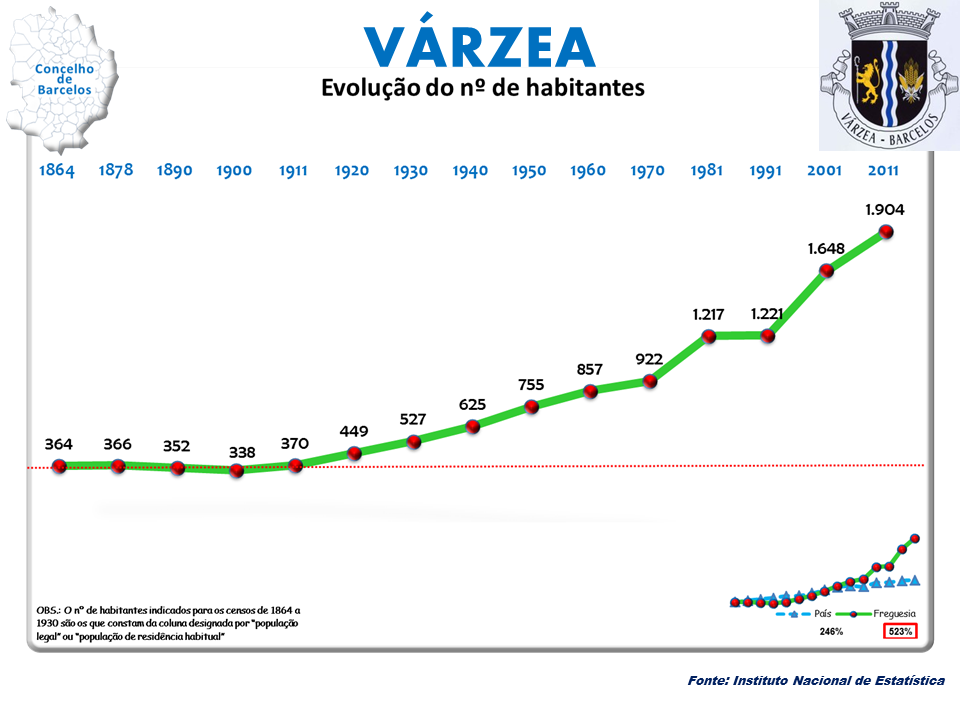
Bevolkingsontwikkeling tussen 1864 en 2011